# Karel Neffe
Karel Neffe (Prága, 1948. július 6. – Prága, 2020. február 13.) olimpiai bronzérmes cseh evezős.

## Pályafutása
Három olimpián vett részt (1972, 1976, 1980). Az 1972-es müncheni olimpián kormányos négyesben társaival (Otakar Mareček, Vladimír Jánoš, František Provazník, Vladimír Petříček) bronzérmet szerzett. 1973-ban a moszkvai Európa-bajnokságon ugyanebben a versenyszámban szintén bronzérmes lett. 1977-ben az amszterdami világbajnokságon kormányos kettesben a harmadik helyen végzett.

## Sikerei, díjai
- Olimpiai játékok – kormányos négyes
  - bronzérmes: 1972, München
- Világbajnokság – kormányos kettes
  - bronzérmes: 1977
- Európa-bajnokság – kormányos négyes
  - bronzérmes: 1973